# Hilarempis fasciata
Hilarempis fasciata är en tvåvingeart som beskrevs av Smith 1969. Hilarempis fasciata ingår i släktet Hilarempis och familjen dansflugor. Inga underarter finns listade i Catalogue of Life.